# Basket-ball aux Jeux olympiques d'été de 2016
Navigation
Londres 2012 Tokyo 2020
Les compétitions de basket-ball des Jeux olympiques d'été de 2016 organisés à Rio de Janeiro (Brésil), se déroulent du 6 au 21 août 2016. Les équipes américaines sont les tenantes du titre.

## Format de la compétition
Les douze nations qualifiées sont réparties en deux groupes composés chacun de six équipes. Après la phase de poule, les quatre premières équipes de chaque groupe se qualifient pour un tableau à trois tours à élimination directe jusqu'à la finale.

## Qualifications

### Tournoi masculin
Les douze équipes se sont qualifiées comme suit :
| Compétition                        | Date                          | Lieu                                    | Places | Qualifiés           |
| ---------------------------------- | ----------------------------- | --------------------------------------- | ------ | ------------------- |
| Pays organisateur                  | 2 octobre 2009                | Copenhague, Danemark                    | 1      | Brésil              |
| Coupe du monde 2014                | 31 août - 15 septembre 2014   | Espagne                                 | 1      | États-Unis          |
| Championnat d'Afrique 2015         | 19 - 30 août 2015             | Tunisie                                 | 1      | Nigeria             |
| Tournoi des Amériques 2015         | 31 août - 12 septembre 2015   | Mexique                                 | 2      | Venezuela Argentine |
| Championnat d'Asie 2015            | 23 septembre - 3 octobre 2015 | Chine                                   | 1      | Chine               |
| Championnat d'Europe 2015          | 4 - 20 septembre 2015         | Allemagne - Croatie - France - Lettonie | 2      | Espagne Lituanie    |
| Championnat d'Océanie 2015         | 15 - 18 août 2015             | Australie - Nouvelle-Zélande            | 1      | Australie           |
| Tournoi de qualification olympique | 4 - 11 juillet 2016           | Serbie                                  | 1      | Serbie              |
| Tournoi de qualification olympique | 4 - 11 juillet 2016           | Philippines                             | 1      | France              |
| Tournoi de qualification olympique | 4 - 11 juillet 2016           | Italie                                  | 1      | Croatie             |
| Total                              |                               |                                         | 12     |                     |

### Tournoi féminin
Les douze équipes se sont qualifiées comme suit :
| Contexte/Compétition               | Date                          | Lieu                         | Places | Qualifiés                                |
| ---------------------------------- | ----------------------------- | ---------------------------- | ------ | ---------------------------------------- |
| Attribution du pays organisateur   | 2 octobre 2009                | Copenhague, Danemark         | 1      | Brésil                                   |
| Championnat du monde 2014          | 27 septembre - 5 octobre 2014 | Turquie                      | 1      | États-Unis                               |
| Championnat d'Afrique 2015         | 24 septembre - 3 octobre 2015 | Cameroun                     | 1      | Sénégal                                  |
| Tournoi des Amériques 2015         | 9 - 16 août 2015              | Canada                       | 1      | Canada                                   |
| Championnat d'Asie 2015            | 29 août - 5 septembre 2015    | Chine                        | 1      | Japon                                    |
| Championnat d'Europe 2015          | 11 - 28 juin 2015             | Hongrie - Roumanie           | 1      | Serbie                                   |
| Championnat d'Océanie 2015         | 15 - 17 août 2015             | Australie - Nouvelle-Zélande | 1      | Australie                                |
| Tournoi de qualification olympique | 13 - 19 juin 2016             | France                       | 5      | Espagne Turquie Chine France Biélorussie |
| Total                              |                               |                              | 12     |                                          |

## Répercussions du conflit FIBA Europe - Euroligue
Depuis l'annonce en mai 2015 par la FIBA de l'organisation d'une « champions league » avec l'objectif de remplacer l'Euroligue (C1), les clubs des différentes fédérations européennes se sont vus contraints de faire un choix entre l'une de deux instances. Après avoir quelque temps prévenu d'exclusions les fédérations nationales dont des clubs soutiendraient l'Euroligue, la FIBA met ses menaces à exécution le 16 avril 2016, avec une lettre envoyée à 14 fédérations, les privant de participation à l'Eurobasket 2017. Elle concerne la Serbie, la Croatie, la Turquie, l'Espagne, la Russie, la Lituanie, la Grèce, l'Italie, Israël, le Monténégro, la Bosnie-Herzégovine, la Slovénie, la Macédoine et la Pologne. Seules l'Allemagne et la France, parmi les principales nations européennes de basket, sont épargnées. La FIBA Europe est aussi décidée à priver ces 14 nations de participation aux Jeux olympiques voire aux TQO, car, en dehors des clubs qualifiés directement et légalement pour l'Euroligue (C1), plusieurs autres ont décidé de s'engager en Eurocoupe (C2, aussi dirigée par l'Euroligue).

## Compétition
Les douze nations qualifiées sont réparties en deux groupes composés de six équipes. Après un premier tour disputé sous forme de championnat, les quatre meilleures équipes de chaque groupe se qualifient pour une phase à élimination directe.

### Calendrier des épreuves
| P | Premier tour | ¼ | Quarts de finale | ½ | Demi-finales | F | Finale |

| Compétition↓/Date → | 6 | 7 | 8 | 9 | 10 | 11 | 12 | 13 | 14 | 15 | 16 | 17 | 18 | 19 | 20 | 21 |
| ------------------- | - | - | - | - | -- | -- | -- | -- | -- | -- | -- | -- | -- | -- | -- | -- |
| Hommes              | P | P | P | P | P  | P  | P  | P  | P  | P  |    | ¼  |    | ½  |    | F  |
| Femmes              | P | P | P | P | P  | P  | P  | P  | P  |    | ¼  |    | ½  |    | F  |    |

### Tournoi masculin
Le tirage pour la composition des groupes du tournoi masculin a eu lieu le 11 mars 2016.

#### Premier tour
| Groupe A   | Groupe B  |
| ---------- | --------- |
| Serbie     | Argentine |
| États-Unis | Espagne   |
| Venezuela  | Brésil    |
| France     | Lituanie  |
| Chine      | Croatie   |
| Australie  | Nigeria   |

#### Phase finale
|  | Quarts de finale            | Quarts de finale            |                             |                             | Demi-finales                | Demi-finales                |    |  | Finale                      | Finale                      |
|  | Quarts de finale            | Quarts de finale            |                             |                             | Demi-finales                | Demi-finales                |    |  | Finale                      | Finale                      |
|  |                             |                             |                             |                             |                             |                             |    |  |                             |                             |
|  | 17 août à 11h00 (UTC−03:00) | 17 août à 11h00 (UTC−03:00) |                             |                             | 19 août à 19h00 (UTC−03:00) | 19 août à 19h00 (UTC−03:00) |    |  | 21 août à 15h45 (UTC−03:00) | 21 août à 15h45 (UTC−03:00) |
|  | 17 août à 11h00 (UTC−03:00) | 17 août à 11h00 (UTC−03:00) |                             |                             | 19 août à 19h00 (UTC−03:00) | 19 août à 19h00 (UTC−03:00) |    |  | 21 août à 15h45 (UTC−03:00) | 21 août à 15h45 (UTC−03:00) |
|  | [A2] Australie              | 90                          |                             |                             | 19 août à 19h00 (UTC−03:00) | 19 août à 19h00 (UTC−03:00) |    |  | 21 août à 15h45 (UTC−03:00) | 21 août à 15h45 (UTC−03:00) |
|  | [A2] Australie              | 90                          |                             |                             | 19 août à 19h00 (UTC−03:00) | 19 août à 19h00 (UTC−03:00) |    |  | 21 août à 15h45 (UTC−03:00) | 21 août à 15h45 (UTC−03:00) |
|  | [B3] Lituanie               | 64                          |                             |                             | 19 août à 19h00 (UTC−03:00) | 19 août à 19h00 (UTC−03:00) |    |  | 21 août à 15h45 (UTC−03:00) | 21 août à 15h45 (UTC−03:00) |
|  | [B3] Lituanie               | 64                          | Australie                   | 61                          |                             |                             |    |  | 21 août à 15h45 (UTC−03:00) | 21 août à 15h45 (UTC−03:00) |
|  | 17 août à 22h15 (UTC−03:00) |                             | Australie                   | 61                          |                             |                             |    |  | 21 août à 15h45 (UTC−03:00) | 21 août à 15h45 (UTC−03:00) |
|  |                             | Serbie                      | 87                          |                             |                             |                             |    |  | 21 août à 15h45 (UTC−03:00) | 21 août à 15h45 (UTC−03:00) |
|  | [B1] Croatie                | Serbie                      | 87                          | 83                          |                             |                             |    |  | 21 août à 15h45 (UTC−03:00) | 21 août à 15h45 (UTC−03:00) |
|  | [B1] Croatie                |                             |                             | 83                          |                             |                             |    |  | 21 août à 15h45 (UTC−03:00) | 21 août à 15h45 (UTC−03:00) |
|  | [A4] Serbie                 | 86                          |                             |                             |                             |                             |    |  | 21 août à 15h45 (UTC−03:00) | 21 août à 15h45 (UTC−03:00) |
|  | [A4] Serbie                 | 86                          | Serbie                      | 66                          |                             |                             |    |  |                             |                             |
|  | 17 août à 14h30 (UTC−03:00) |                             | Serbie                      | 66                          |                             |                             |    |  |                             |                             |
|  |                             | États-Unis                  | 96                          |                             |                             |                             |    |  |                             |                             |
|  | [B2] Espagne                | États-Unis                  | 96                          | 92                          |                             |                             |    |  |                             |                             |
|  | [B2] Espagne                | 19 août à 15h30 (UTC−03:00) |                             | 92                          |                             |                             |    |  |                             |                             |
|  | [A3] France                 | 67                          |                             |                             |                             |                             |    |  |                             |                             |
|  | [A3] France                 | 67                          | Espagne                     | 76                          |                             |                             |    |  |                             |                             |
|  | 17 août à 18h45 (UTC−03:00) | 17 août à 18h45 (UTC−03:00) | Espagne                     | 76                          | Match pour la 3e place      | Match pour la 3e place      |    |  |                             |                             |
|  | 17 août à 18h45 (UTC−03:00) | 17 août à 18h45 (UTC−03:00) |                             | États-Unis                  | Match pour la 3e place      | Match pour la 3e place      | 82 |  |                             |                             |
|  | [A1] États-Unis             | 105                         | 21 août à 11h30 (UTC−03:00) | 21 août à 11h30 (UTC−03:00) |                             |                             | 82 |  |                             |                             |
|  | [A1] États-Unis             | 105                         | 21 août à 11h30 (UTC−03:00) | 21 août à 11h30 (UTC−03:00) |                             |                             |    |  |                             |                             |
|  | [B4] Argentine              | 78                          |                             | Australie                   | 88                          |                             |    |  |                             |                             |
|  | [B4] Argentine              | 78                          |                             | Australie                   | 88                          |                             |    |  |                             |                             |
|  |                             |                             |                             |                             |                             |                             |    |  | Espagne                     | 89                          |
|  |                             |                             |                             |                             |                             |                             |    |  | Espagne                     | 89                          |

### Tournoi féminin
Le tirage pour la composition des groupes du tournoi féminin a eu lieu le 11 mars 2016.

#### Premier tour
| Groupe A    | Groupe B   |
| ----------- | ---------- |
| France      | Canada     |
| Japon       | Espagne    |
| Brésil      | États-Unis |
| Australie   | Sénégal    |
| Biélorussie | Serbie     |
| Turquie     | Chine      |

#### Phase finale
|  | Quarts de finale            | Quarts de finale            |                             |                             | Demi-finales                | Demi-finales                |    |  | Finale                      | Finale                      |
|  | Quarts de finale            | Quarts de finale            |                             |                             | Demi-finales                | Demi-finales                |    |  | Finale                      | Finale                      |
|  |                             |                             |                             |                             |                             |                             |    |  |                             |                             |
|  | 16 août à 11h00 (UTC−03:00) | 16 août à 11h00 (UTC−03:00) |                             |                             | 18 août à 15h00 (UTC−03:00) | 18 août à 15h00 (UTC−03:00) |    |  | 20 août à 15h30 (UTC−03:00) | 20 août à 15h30 (UTC−03:00) |
|  | 16 août à 11h00 (UTC−03:00) | 16 août à 11h00 (UTC−03:00) |                             |                             | 18 août à 15h00 (UTC−03:00) | 18 août à 15h00 (UTC−03:00) |    |  | 20 août à 15h30 (UTC−03:00) | 20 août à 15h30 (UTC−03:00) |
|  | [A1] Australie              | 71                          |                             |                             | 18 août à 15h00 (UTC−03:00) | 18 août à 15h00 (UTC−03:00) |    |  | 20 août à 15h30 (UTC−03:00) | 20 août à 15h30 (UTC−03:00) |
|  | [A1] Australie              | 71                          |                             |                             | 18 août à 15h00 (UTC−03:00) | 18 août à 15h00 (UTC−03:00) |    |  | 20 août à 15h30 (UTC−03:00) | 20 août à 15h30 (UTC−03:00) |
|  | [B4] Serbie                 | 73                          |                             |                             | 18 août à 15h00 (UTC−03:00) | 18 août à 15h00 (UTC−03:00) |    |  | 20 août à 15h30 (UTC−03:00) | 20 août à 15h30 (UTC−03:00) |
|  | [B4] Serbie                 | 73                          | Serbie                      | 54                          |                             |                             |    |  | 20 août à 15h30 (UTC−03:00) | 20 août à 15h30 (UTC−03:00) |
|  | 16 août à 14h30 (UTC−03:00) |                             | Serbie                      | 54                          |                             |                             |    |  | 20 août à 15h30 (UTC−03:00) | 20 août à 15h30 (UTC−03:00) |
|  |                             | Espagne                     | 68                          |                             |                             |                             |    |  | 20 août à 15h30 (UTC−03:00) | 20 août à 15h30 (UTC−03:00) |
|  | [B2] Espagne                | Espagne                     | 68                          | 64                          |                             |                             |    |  | 20 août à 15h30 (UTC−03:00) | 20 août à 15h30 (UTC−03:00) |
|  | [B2] Espagne                |                             |                             | 64                          |                             |                             |    |  | 20 août à 15h30 (UTC−03:00) | 20 août à 15h30 (UTC−03:00) |
|  | [A3] Turquie                | 62                          |                             |                             |                             |                             |    |  | 20 août à 15h30 (UTC−03:00) | 20 août à 15h30 (UTC−03:00) |
|  | [A3] Turquie                | 62                          | Espagne                     | 72                          |                             |                             |    |  |                             |                             |
|  | 16 août à 22h15 (UTC−03:00) |                             | Espagne                     | 72                          |                             |                             |    |  |                             |                             |
|  |                             | États-Unis                  | 101                         |                             |                             |                             |    |  |                             |                             |
|  | [A2] France                 | États-Unis                  | 101                         | 68                          |                             |                             |    |  |                             |                             |
|  | [A2] France                 | 18 août à 19h00 (UTC−03:00) |                             | 68                          |                             |                             |    |  |                             |                             |
|  | [B3] Canada                 | 63                          |                             |                             |                             |                             |    |  |                             |                             |
|  | [B3] Canada                 | 63                          | France                      | 67                          |                             |                             |    |  |                             |                             |
|  | 16 août à 18h45 (UTC−03:00) | 16 août à 18h45 (UTC−03:00) | France                      | 67                          | Match pour la 3e place      | Match pour la 3e place      |    |  |                             |                             |
|  | 16 août à 18h45 (UTC−03:00) | 16 août à 18h45 (UTC−03:00) |                             | États-Unis                  | Match pour la 3e place      | Match pour la 3e place      | 86 |  |                             |                             |
|  | [B1] États-Unis             | 110                         | 20 août à 11h30 (UTC−03:00) | 20 août à 11h30 (UTC−03:00) |                             |                             | 86 |  |                             |                             |
|  | [B1] États-Unis             | 110                         | 20 août à 11h30 (UTC−03:00) | 20 août à 11h30 (UTC−03:00) |                             |                             |    |  |                             |                             |
|  | [A4] Japon                  | 64                          |                             | Serbie                      | 70                          |                             |    |  |                             |                             |
|  | [A4] Japon                  | 64                          |                             | Serbie                      | 70                          |                             |    |  |                             |                             |
|  |                             |                             |                             |                             |                             |                             |    |  | France                      | 63                          |
|  |                             |                             |                             |                             |                             |                             |    |  | France                      | 63                          |

## Résultats

### Podiums
| Épreuves         | Or | Argent | Bronze |
| ---------------- | --- | --- | --- |
| Tournoi masculin | États-Unis Carmelo Anthony Harrison Barnes Jimmy Butler DeMarcus Cousins DeMar DeRozan Kevin Durant Paul George Draymond Green Kyrie Irving DeAndre Jordan Kyle Lowry Klay Thompson         | Serbie Stefan Birčević Bogdan Bogdanović Nikola Jokić Stefan Jović Nikola Kalinić Milan Mačvan Stefan Marković Nemanja Nedović Miroslav Raduljica Marko Simonović Vladimir Štimac Miloš Teodosić | Espagne Álex Abrines José Manuel Calderón Victor Claver Rudy Fernández Pau Gasol Willy Hernangómez Sergio Llull Nikola Mirotić Juan Carlos Navarro Felipe Reyes Sergio Rodríguez Ricky Rubio    |
| Tournoi féminin  | États-Unis Seimone Augustus Sue Bird Tamika Catchings Tina Charles Elena Delle Donne Sylvia Fowles Brittney Griner Angel McCoughtry Maya Moore Breanna Stewart Diana Taurasi Lindsay Whalen | Espagne Anna Cruz Silvia Domínguez Laura Gil Astou Ndour Laura Nicholls Laia Palau Lucila Pascua Laura Quevedo Leonor Rodríguez Leticia Romero Alba Torrens Marta Xargay                         | Serbie Dajana Butulija Sasa Cado Aleksandra Crvendakić Ana Dabović Milica Dabović Nevena Jovanovic Sara Krnjić Jelena Milovanović Danielle Page Sonja Petrović Tamara Radocaj Dragana Stanković |

### Tableau des médailles
| Rang  | Nation     | Or | Argent | Bronze | Total |
| ----- | ---------- | -- | ------ | ------ | ----- |
| 1     | États-Unis | 2  | 0      | 0      | 2     |
| 2     | Espagne    | 0  | 1      | 1      | 2     |
| 2     | Serbie     | 0  | 1      | 1      | 2     |
| Total | Total      | 2  | 2      | 2      | 6     |